# El Jobo, Tuxpan
El Jobo är en ort i Mexiko.   Den ligger i kommunen Tuxpan och delstaten Veracruz, i den sydöstra delen av landet, 230 km nordost om huvudstaden Mexico City. El Jobo ligger 42 meter över havet och antalet invånare är 430.
Terrängen runt El Jobo är platt. Runt El Jobo är det ganska tätbefolkat, med 116 invånare per kvadratkilometer. Närmaste större samhälle är Tuxpan de Rodríguez Cano, 19,1 km norr om El Jobo. Trakten runt El Jobo består till största delen av jordbruksmark.